# Simon Cowell
Simon Phillip Cowell (ur. 7 października 1959 w Londynie) – angielski łowca talentów i producent telewizyjny, juror w programach: Pop Idol, American Idol, Britain's Got Talent, America`s Got Talent oraz w brytyjskim i amerykańskim X Factor. Jest również właścicielem firmy telewizyjnej i wydawnictwa muzycznego Syco. Stoi także za sukcesem brytyjsko-irlandzkiego zespołu One Direction, brytyjskiego zespołu Little Mix oraz amerykańskiego girlsbandu Fifth Harmony.

## Życiorys

### Wczesne lata
Cowell urodził się w Londynie, a dorastał w Elstree w Hertfordshire. Jego ojciec, Eric Selig Philip Cowell (1918-1999), był sprzedawcą nieruchomości, ale działał również w branży muzycznej. Matka, Josie Dalglish ("Julie Brett"; ur. 1925), była baletnicą. Dziadkowie ze strony ojca, Joseph Cowell, Jr. i Esther Cowell (z domu Malinsky), byli angielskimi Żydami, a dziadkowie ze strony matki – Szkotami. Matka jego ojca pochodziła z Polski. Ma starszego brata Nicholasa oraz dwóch braci przyrodnich: Tony'ego i Michaela (najstarszy z rodzeństwa).
Cowell uczęszczał, tak jak jego brat, do szkoły Dover College, ale opuścił ją wcześniej, żeby ukończyć ostatnią klasę dwuletniego liceum.

### Kariera
Podejmował się różnych prac, m.in. jako goniec na planie filmu Stanleya Kubricka Lśnienie (1980), ale nie układało mu się ze względu na konflikty z kolegami i szefami. Wszystko zmieniło się, gdy ojciec znalazł mu pracę w wytwórni muzycznej EMI Music Publishing.
Simon Cowell poszukiwał potencjalnych talentów. Popularność zdobył w 2001 roku, gdy został sędzią w brytyjskim programie Pop Idol. Od tego czasu wystąpił w wielu innych programach typu talent show, a przede wszystkim stworzył własne formaty: X Factor i Got Talent. Jako juror programów rozrywkowych stał się znany z krytycznych komentarzy popisów uczestników występujących na scenie, a jego brutalna szczerość zaskarbiła  mu uznanie telewidzów. Produkcją programów zajęła się jego firma Syco.

### Życie prywatne
W latach 1981–1996 był związany z amerykańską piosenkarką Sinittą. Spotykał się także z brytyjską modelką i prezenterką Terri Seymour (2003-2008)
i charakteryzatorką Mezhgan Hussainy (2010). Od grudnia 2012 do lutego 2013 spotykał się z Carmen Electrą.
Miał romans z Lauren Silverman, żoną swojego najlepszego przyjaciela Andrew Silvermana, który w lipcu 2013 złożył pozew o rozwód ogłaszając publicznie o zdradzie. Dwa tygodnie później podano do wiadomości publicznej, że Cowell i jego nowa partnerka Lauren Silverman spodziewają się dziecka. W sierpniu ta informacja została potwierdzona. 14 lutego 2014 roku Simon Cowell i Lauren zostali rodzicami chłopca o imieniu Eric.

## Filmografia
| Rok  | Tytuł                                         | Rola          | Reżyser                                     |
| ---- | --------------------------------------------- | ------------- | ------------------------------------------- |
| 2003 | Straszny film 3 (Scary Movie 3)               | on sam        | David Zucker                                |
| 2004 | Shrek 2                                       | on sam (głos) | Andrew Adamson, Conrad Vernon, Kelly Asbury |
| 2004 | Simpsonowie – odc. "Smart & Smarter"          | Henry (głos)  | Steven Dean Moore                           |
| 2007 | Family Guy (Głowa rodziny)                    | on sam (głos) | Greg Colton, James Purdum                   |
| 2010 | Simpsonowie – odc. "Smart & Smarter"          | on sam (głos) | Steven Dean Moore                           |
| 2013 | One Direction: This Is Us (film dokumentalny) | on sam        | Morgan Spurlock                             |
| 2016 | Family Guy (Głowa rodziny)                    | on sam (głos) | Julius Wu, Dominic Bianchi                  |